# ألشان (الفتاحنة)
ألشان هو دُوَّار يقع بجماعة بريشكة، إقليم وزان، جهة طنجة تطوان الحسيمة في المملكة المغربية. ينتمي الدوّار لمشيخة الفتاحنة التي تضم 7 دواوير. يقدر عدد سكانه بـ 1308 نسمة حسب الإحصاء الرسمي للسكان والسكنى لسنة 2004.

## روابط خارجية
- البوابة الوطنية للجماعات الترابية
- المندوبية السامية للتخطيط